# Topiki (Arystoteles)

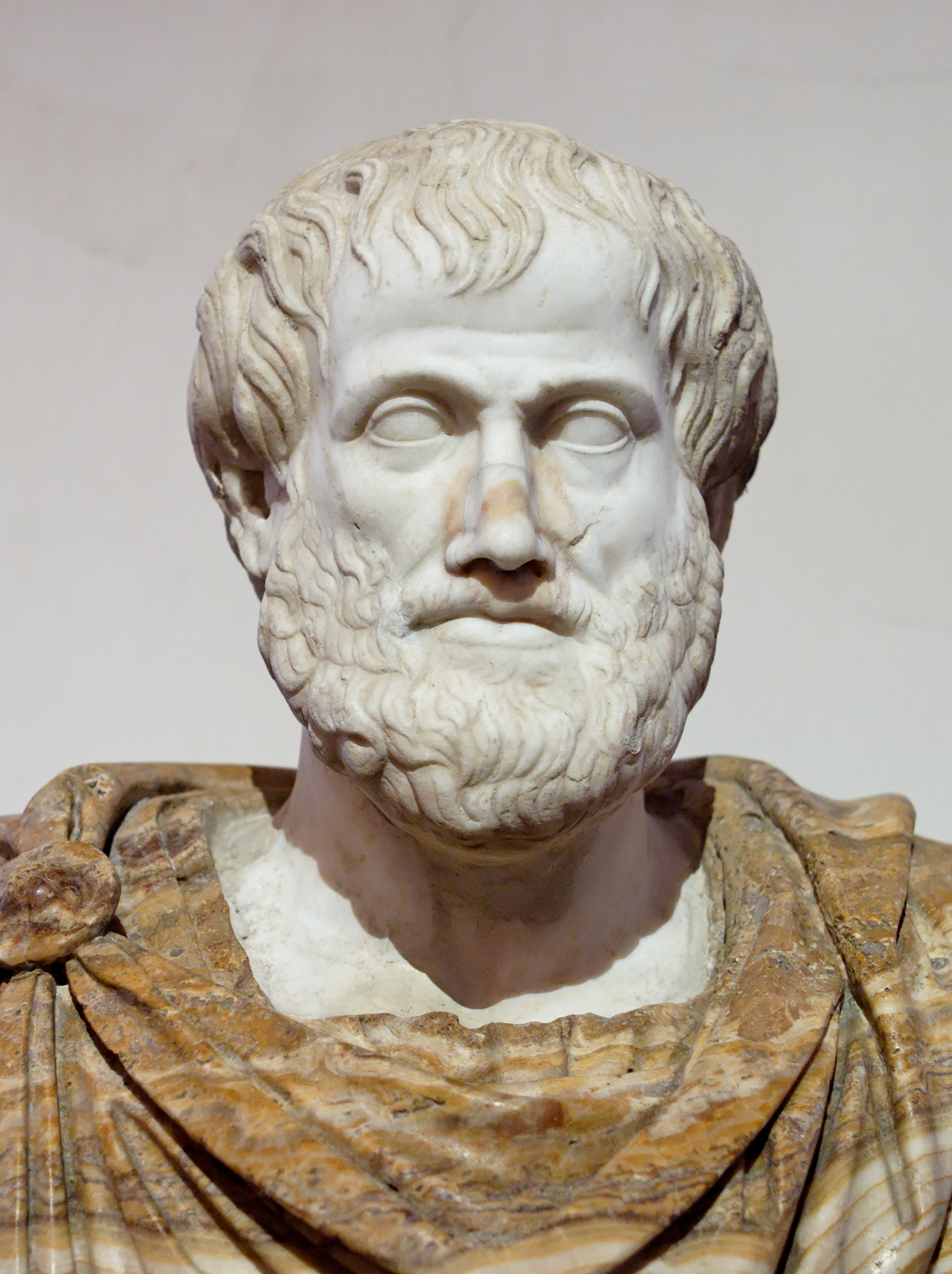

Topiki to dzieło dotyczące problematyki języka i właściwego znaczenia słów.
Tekst jest podręcznikiem retoryki, leży na pograniczu logiki i retoryki.
Jak zauważył przytomnie Arystoteles: tak jak [...] ci, którzy nie są uprawni w rachowaniu kamyczkami, mogą być oszukani przez biegłych, w ten sam sposób również i w dowodzeniu ci, którzy nie są dobrze obeznani ze znaczeniem słów, są wprowadzani w błąd zarówno wtedy, gdy sami dyskutują, jak i wtedy, gdy innych słuchają.